# Eric Parkin
Eric Parkin (Stevenage (Hertfordshire,), 24 de març, 1924 -  Watlington, Oxon 3 de febrer, 2020), va ser un pianista anglès.
Parkin va néixer a Stevenage i va assistir a l'Alleyne's Grammar School. Va estudiar al "Trinity College of Music" amb el pianista anglofrancès Frank Laffitte i amb George Oldroyd. També va estudiar direcció amb Charles Kennedy Scott i composició amb Henry Geehl. Va començar a treballar a la dècada de 1940 com a pianista de còctels al "May Fair Hotel", fent el seu debut clàssic al Wigmore Hall el 1948 amb un recital de Beethoven i Chopin.
Parkin es va convertir ràpidament en un locutor freqüent a la BBC Radio. Després de conèixer el compositor John Ireland, va debutar als The Proms tocant el Concert per a piano d'Ireland el 1953, amb Malcolm Sargent i l'Orquestra Simfònica de la BBC. Tot i que els seus interessos musicals van abastar els períodes clàssic i romàntic, es va fer més conegut per les seves actuacions i recitals gravats de música britànica del segle XX, incloent-hi obres de William Baines, Arnold Bax, William Blezard, Frank Bridge, Alan Bush, Geoffrey Bush, Peter Dickinson, David Gow, Kenneth Leighton, Billy Mayerl, E J Moeran i Richard Stoker. Més tard, va anar gravant cada cop més repertori francès i americà, incloent-hi Francis Poulenc, Albert Roussel, Samuel Barber i Aaron Copland. Va gravar més de 80 àlbums al llarg de la seva carrera des de principis dels anys cinquanta, per a Argo, Lyrita, Chandos, Priory i Unicorn.
Parkin va ser professor al Trinity College de 1945 a 1958 i de 1964 a 1967. Després va ensenyar piano al Bulmershe College de Reading, Berkshire (més tard fusionat amb la Universitat de Reading). Va viure amb la seva parella Rees Morgans durant 57 anys a Greengates Cottage de Watlington, Oxon. Parkin va morir el 3 de febrer de 2020, als 95 anys.